# Autostrada transcaucasica
L'autostrada transcaucasica (in russo Транскавказская автомагистраль?) o TransKAM (ТрансКАМ) è un'autostrada di montagna nella Transcaucasia, che collega la Russia meridionale e la Georgia.

## Geografia
Come autostrada A164, attraversa la catena montuosa del Gran Caucaso attraverso il tunnel di Roki, collegando l'Ossezia Settentrionale-Alania e la Russia con l'Ossezia del Sud e la Georgia. Nei mesi invernali la strada è spesso chiusa a causa del pericolo di valanghe.
In Georgia l'autostrada inizia a Gori come autostrada S10; attraversa quindi la Russia attraverso il tunnel di Roki come strada A164 per Alagir.

## Storia
Fu costruita dall'Unione Sovietica (URSS) tra il 1971 e il 1986, in alternativa alla vecchia strada militare georgiana e alla strada militare osseta, per collegare l'URSS e la Repubblica Socialista Sovietica Georgiana.
Dalla separazione dell'Ossezia del Sud dalla Georgia nell'agosto 2008, non è più possibile attraversare la Georgia verso l'Ossezia del Sud a Tskhinvali.